# 视频标准委员会
视频标准委员会（英語：Video Standards Council，VSC），也称为VSC分级委员会，是PEGI电子游戏分级组织成员。它于1989年成立，自2012年以来一直负责在英国销售的电子游戏的分级。 是数字化、文化、媒体和体育部的下属机构。

## 历史
由于英国内阁大臣对电子游戏行业的担忧，英国政府于1989年成立VSC。该组织设计了一套行为准则以确保游戏制造商负责任地将其产品交付给公众。它还为零售企业提供有关提供年龄限制的视频，DVD和电子游戏的培训课程。
視頻標準委員會自1994年起一直负责电子游戏之分级。最初，他们以娛樂和休閒軟件發行商組織（ELSPA）名义运行。自2003年以来，他们一直是PEGI成员，该系统于2012年在英国产生法律效力。自此，視頻標準委員會一直是英国的法定游戏分级机构。 从2012年到2017年，VSC将履行其法定职责的部门命名为游戏分级管理局。但在2017年改用視頻標準委員會分级委员会的名称，以明确表明它是VSC的一个部门而非独立机构。  視頻標準委員會分级委员会还对至少30个欧洲国家或地区的电子游戏进行分级。  